# Hannivka, Lîpoveț
Hannivka (în ucraineană Ганнівка) este un sat în comuna Slavna din raionul Lîpoveț, regiunea Vinnița, Ucraina.

## Demografie
Componența lingvistică a localității Hannivka
     Ucraineană (99,44%)
     Alte limbi (0,56%)
Conform recensământului din 2001, majoritatea populației localității Hannivka era vorbitoare de ucraineană (99,44%), existând în minoritate și vorbitori de alte limbi.